# Yponomeuta tokyonella
Yponomeuta tokyonella is een vlinder uit de familie van de stippelmotten (Yponomeutidae). De wetenschappelijke naam van de soort werd in 1931 gepubliceerd door Shonen Matsumura.